# El ascenso de las Tortugas Ninja: La película
El ascenso de las Tortugas Ninja: La película (en inglés, Rise of the Teenage Mutant Ninja Turtles: The Movie) es una película de comedia de aventuras animada estadounidense de superhéroes basada en la serie animada de televisión El ascenso de las tortugas ninja, que a su vez es parte de la franquicia TMNT. Fue producido por Nickelodeon Movies y Nickelodeon Animation Studio con animación de Flying Bark Productions y Top Draw Animation. Fue lanzado el 5 de agosto de 2022 por Netflix. La película fue dirigida por los desarrolladores de la serie Ant Ward y Andy Suriano (en sus debuts como directores) y está protagonizada por las voces de Ben Schwartz, Omar Benson Miller, Brandon Mychal Smith, Josh Brener, Haley Joel Osment, Kat Graham y Eric Bauza. Una continuación de la serie de televisión, la trama sigue a Leonardo cuando se ve obligado a guiar a sus hermanos para salvar al mundo de los Krang.

## Argumento
En el año 2044, el alienígena Krang ha invadido la tierra y la resistencia ha caído. En un intento final, Leonardo y Michelangelo envían a su alumno Casey Jones al pasado para detener la invasión al encontrar una llave que permitió que los Krang vinieran a la tierra.
Casey es enviado al presente, dos años después de la derrota de Shredder. Mientras Leo rompe el récord de pila de cajas de pizza de Donnie, Raph les alerta a ambos y a Mikey de un robo que está ocurriendo por parte de Hypno-Potamus y Warren Stone, y la llave que busca Casey está incluida con los artículos robados. Las Tortugas logran detenerlos, pero los ninjas Foot llegan y reclaman la llave. De vuelta en la guarida, Raph y Leo discuten debido al egocentrismo de este último. Mientras tanto, Casey encuentra a April, quien lo deja inconsciente y lo lleva a la guarida de las Tortugas. Luego explica que es del futuro, y después de decir el nombre de Krang, Splinter explica que llegaron a la Tierra hace mucho tiempo y fueron exiliados a otro reino por una banda de guerreros con poderes místicos y que son adorados por el Pie. Las Tortugas, junto con Casey, persiguen al Pie, que logró abrir el portal. Su lucha contra los Krang hace que pierdan sus poderes místicos, pero Leo logra apoderarse de la llave y cerrar el portal mientras Raph se queda atrás para poder escapar.
Luego, las Tortugas restantes, junto con Casey, persiguen a Krang y Raph, mientras que Splinter y April se quedan atrás para deshacerse de la llave. Los Krang logran encontrar la guarida de las Tortugas a través de Raph, luego poseen parasitariamente a los miembros del clan Foot y los envían tras la llave mientras preparan el portal en la parte superior del Empire State Building.
Las Tortugas y Casey son emboscados en los túneles del metro y casi destruidos, pero logran sobrevivir y se separan. Casey llama a Leo por su arrogancia antes de que se reúnan con el resto de las Tortugas. Luego encuentran a Raph, que ha sido poseído por Krang y toma la llave, Krang usa la llave para abrir el portal y traer el Technodrome.
Mientras April, Splinter y Casey ocupan las fuerzas de Krang, las Tortugas abordan el barco. Leo va tras Raph, mientras que Don y Mikey intentan hacerse con el control de la nave. Son capturados, pero Leo se acerca a Raph y lo ayuda a liberarse y los hermanos logran recuperar sus poderes místicos. Mientras que los otros tres son expulsados de la nave, Leo lleva a los Krang de regreso a su reino prisión y le ordena a Casey que cierre el portal, lo que hace que Technodrome se atasque y se destruya. Está atrapado en el reino, pero Mikey, Raph y Donnie lo salvan justo a tiempo, dejando a Krang solo en el reino de la prisión.
Después de la batalla, los héroes se relajan en los tejados y comen pizza. Observan la ciudad mientras se reconstruye y prometen defenderla cuando sea necesario. Posteriormente, Raph intenta romper el récord de Leo.

## Reparto
- Ben Schwartz como Leonardo/Leo[1]
- Omar Benson Miller como Rafael/Raph[1]
- Brandon Mychal Smith como Miguel Ángel/Mikey[1]
- Josh Brener como Donatello/Donnie[1]
- Haley Joel Osment como Casey Jones[1]
- Kat Graham como April O'Neil[1]
- Eric Bauza como Splinter[1]
- Jim Pirri como Krang Uno
- Toks Olagundoye como Krang Dos
- Rob Paulsen como Teniente de a pie
- John Michael Higgins como Warren Stone
- Rhys Darby como Hypno-Potamus

## Producción
El 5 de febrero de 2019, se anunció que las películas basadas en El ascenso de las tortugas ninja y The Loud House estaban en producción para Netflix. El 12 de enero de 2021, se reveló la sinopsis de la trama de las películas anteriores en la cuenta oficial de Twitter de la franquicia, junto con el año de lanzamiento original. El 27 de agosto de 2021, la película se retrasó hasta 2022 debido a que no se completó a tiempo. La producción de la película finalmente se completó el 7 de abril de 2022.
El primer avance de la película se lanzó el 6 de julio de 2022. Se lanzó un adelanto el 3 de agosto de 2022.

## Lanzamiento
El ascenso de las Tortugas Ninja: La película se estrenó en Netflix el 5 de agosto de 2022.

## Recepción
En el sitio web del agregador de reseñas Rotten Tomatoes, el 78% de las reseñas de 9 críticos son positivas, con una calificación promedio de 6.2/10. En Metacritic, la película tiene una puntuación media ponderada de 62 sobre 100, según las reseñas de 4 críticos, lo que indica "críticas generalmente favorables".